# Jim Brennan
James Gerald „Jim“ Brennan (* 8. Mai 1977 in East York, Kanada) ist ein ehemaliger kanadischer Fußballspieler und heutiger Trainer. Der zumeist auf der linken Verteidigerposition eingesetzte Brennan spielte zwölf Jahre im englischen Profifußball und nahm mit der kanadischen Nationalmannschaft an mehreren Kontinentalmeisterschaften und dem Konföderationen-Pokal 2001 teil. Derzeit ist er Co-Trainer beim Toronto Football Club.

## Vereinskarriere
Brennan kam 1994 vom kanadischen Amateurklub Sora Lazio nach England zu Bristol City und begann dort 1996 seine Profikarriere. 1998 stieg er mit Bristol in die Football League First Division auf, nach dem umgehenden Wiederabstieg in die Second Division wechselte er für 1,5 Mio. Pfund, damalige Rekordsumme für einen kanadischen Fußballer, zum Zweitligisten Nottingham Forest.
Bei Forest verdrängte er zunächst den bisherigen Linksverteidiger Alan Rogers, nach einer Reihe von Verletzungen ließ seine Form aber immer mehr nach und er wurde schließlich gegen Ende der Saison 2000/01 gar für zwei Monate an Huddersfield Town verliehen, wo er sich allerdings auch nicht in die Stammelf spielen konnte. Nach seiner Rückkehr zu Nottingham verbesserten sich seine Leistungen wieder und er etablierte sich in der Stammelf. 2003 erreichte er mit Nottingham die Aufstiegs-Playoffs, im Halbfinale unterlag er jedoch mit seiner Mannschaft Sheffield United im Rückspiel mit 3:4, nachdem das Hinspiel 1:1 endete. Brennan verließ im Anschluss Nottingham, mutmaßlich weil die ihm vorgelegte Vertragsverlängerung infolge des vom Verein geführten Sparkurses nicht seinen Erwartungen entsprach.
Brennan schloss sich anschließend dem Ligakonkurrenten Norwich City an, mit dem er 2004 in die Premier League aufstieg. Während seiner Zeit bei Norwich kam er, auch wegen andauernden Verletzungsproblemen, zu keinem Zeitpunkt an den auf der linken Seite gesetzten Adam Drury und Darren Huckerby vorbei und absolvierte bis zu seinem Abgang 43 Ligaeinsätze, darunter zehn in seiner einzigen Saison in der Premier League. Im Januar 2006 wurde er samt seinem zum Saisonende auslaufenden Vertrag an den Zweitligisten FC Southampton abgegeben.
Southampton verlängerte seinen Vertrag am Saisonende nicht mehr und Brennan kehrte nach Nordamerika zurück. Im September 2006 unterzeichnete Brennan als erster einen Vertrag mit dem neu gegründeten kanadischen MLS-Team Toronto FC und führte die Mannschaft 2007 als Kapitän in ihre erste Spielzeit. Er gehörte 2008 zum Aufgebot des MLS All-Star Teams, das im Torontoer Stadion BMO Field auf West Ham United traf und mit 3:2 siegte. Im April 2010 erklärte er kurz nach Beginn der Saison 2010 sein Karriereende und rückte in das Management des Klubs.

## Nationalmannschaft
Brennan gehörte 1993 zur kanadischen Auswahl, die an der U-17-Weltmeisterschaft 1993 in Japan teilnahm. Er kam beim Vorrundenaus seines Teams dabei zu zwei Einsätzen. 
Im April 1999 debütierte der Verteidiger in der kanadischen Nationalmannschaft bei einem Freundschaftsspiel in Nordirland. Ein Jahr später nahm er mit der Mannschaft als Stammspieler am CONCACAF Gold Cup 2000 teil und gewann das Turnier nach einem 2:0-Erfolg über Kolumbien. Durch diesen Titelgewinn war Kanada für den Konföderationen-Pokal 2001 in Japan und Südkorea teilnahmeberechtigt und errang dort beim Vorrundenaus mit einem 0:0-Unentschieden gegen Brasilien zumindest einen Achtungserfolg. 
Beim CONCACAF Gold Cup 2002 erreichte Brennan mit Kanada den dritten Rang, die Teilnahme am Gold Cup 2005 endete bereits in der Gruppenphase. Bei den Turnieren 2003 und 2007 stand er nicht im Aufgebot. Seine Länderspielkarriere endete nach 49 Einsätzen am 10. September 2008 mit einer 1:2-Niederlage gegen Mexiko in der Qualifikation zur WM 2010.